# Hotel Wawel w Krakowie
Hotel Wawel – hotel znajdujący się przy ulicy Poselskiej na krakowskim Starym Mieście.

## Historia kamienicy
W XVI wieku w miejscu obecnego hotelu znajdował się Dwór Ossolińskich, który spłonął w 1648. W 1692 na działce wzniesiono dom księży nossalistów katedralnych. W 1775 przejęli go katedralni pretendarze św. Krzyża. W 1786 został zakupiony przez Antoniego Balurkiewicza, który w 1819 odsprzedał go Agnieszce Rzepeckiej i Mariannie Jerzmanowskiej. Przebudowały one budynek gruntownie i urządziły w nim „Zajazd Pod Czarnym Orłem”. Spłonął on podczas wielkiego pożaru Krakowa w 1850. W 1862 został odbudowany przez Katarzynę Romerową i przemianowany na Hotel Narodowy. Z ówczesnej secesyjnej dekoracji pozostał do dziś szklany daszek nad wejściem do holu recepcji oraz schody z żelazną balustradą. W 1945 hotel został znacjonalizowany i przejęty przez Dyrekcję Hoteli Miejskich. W latach 1973–1994 znajdował się pod zarządem Krakowskiego Przedsiębiorstwa Turystycznego „Wawel-Tourist”. W kwietniu 1995 został sprywatyzowany.
2 września 1993 budynek został wpisany do rejestru zabytków. Znajduje się także w gminnej ewidencji zabytków.